# 大富豪
大富豪，又稱大貧民，是一種日式撲克牌遊戲，玩法類似華人圈的大老二與中國大陸的鬥地主。

## 概要
大富豪是將牌分配給各玩家，最先打出手上所有牌的便勝出的遊戲。
一般最適合進行大富豪遊戲的人數是4 - 6人，但亦可由3人到7人以上進行。2人則可以特殊玩法進行。
開始遊戲時的名次將會對之後的遊戲有一定影響，勝出者將會比較有利，所以有了大富豪這個名稱。
這個遊戲有各式各樣不同的地方規則及特殊規則。本文以點列式列出的規則可自由選擇是否採用。例如：
- A
- B
- C

以上情況只需選擇A、B或C即可。

## 各式各樣的稱呼
這個遊戲有著不少的稱呼，例如：大富豪、大貧民、階級鬥爭、人生遊戲等等。
除了不同的名稱外，在不同的地方也有不同的地方規則。在日本，關東地方傾向稱為「大貧民」，而關西地方則傾向稱為「大富豪」。而「大貧民」則是採用較少（甚至沒有）地方規則的版本，「大富豪」則是傾向採用較多地方規則的版本。

### 本條目內各用語的稱呼
就如上文所述，這個遊戲本身就有各式各樣的稱呼。同樣地，遊戲內的用語也因不同地方及場合而異。本文統一使用較有代表性的稱呼。
- 遊戲名稱 - 大富豪
- 階級 - 由高至低：大富豪、富豪、平民、貧民、大貧民（每個地方不同的階級請參照這裡）。

在解說地方規則的段落中，可能因為要遷就地方規則採用的名稱，而未必使用上述名稱。在正式的記載中，並沒有絕對的正確名稱。

#### 回合
在本文中，回合的定義為：當一位玩家打出一張牌後，其他玩家均PASS或無法出任何牌，則稱為一回合。還有其他情況可以結束一回合，例如打出8切牌（這種情況在該部分的規則有說明）。回合結束前，打出最後一張牌的稱為主導者。下一回合，主導者可以決定要以什麼樣的牌開頭。

## 基本規則
下述為基本規則，即被广泛接受的规则，并非标准规则。但除以下規則外，一般的玩家均會接受8切牌、革命等，亦可使用其他地方規則。這裡只簡單地說明基本規則的進行方式。
1. 將所有牌平均分配給所有玩家。可以使用鬼牌，也可以视情况不使用。游戏的人数如果较多，可以使用2副扑克。
2. 遊戲由主導者先出牌，然後其他人順序出牌。
3. 這個遊戲裡，點數最大的是2，接著是A，然後K比Q大，Q比J大，J比10大，10比9大。如此類推，點數最小的是3。点数按从弱到强排列：3,4,5,6,7,8,9,10,J,Q,K,A,2。如果发生革命，点数强弱顺序会强制被逆转。鬼牌在革命时比3大，在非革命时比2大。
4. 必須打出點數大於上一位玩家的牌（例：9→Q→A）。
5. 沒有牌可以出，或者不想出時，可以說PASS（不出牌）示意。
6. 當有玩家打出一張牌後，其他玩家均表示PASS，就結束一回合，該玩家成為主導者，主導者可以選擇出任何牌，而無需理會牌堆中的其他牌。你可以出數張相同點數的牌（例：5・5・5）。另外，如規則有說明，亦可出階梯（例：♥3・4・5）。出相同點數牌時，亦會比較點數（例：5・5→7・7→Q・Q）。
7. 最先把牌出完的稱為大富豪，之後按順序分別為富豪、平民、貧民、大貧民等或自訂階級。階級種類按照參加人數增減。
8. 第二局開始，每局於開始出牌前，階級最低的人以最大的一張牌（例：鬼牌）交換階級最高的人的最小一張牌（例：3）。（称为纳税、进贡或剥削）參考換牌的相關規則。
9. 游戏时可自行決定每局由階級最低或最高的人先出牌。
10. 以上基本規則為一般人皆可接受，故無需作出任何選擇。

## 游戏进行中的详细规则
在基本规则中还有更详细的规则，对这些规则的不同解释也会造成游戏中的一些差异。
- 在某些规则中，如果以2或鬼牌（在革命时为3或鬼牌）作为最后一张牌或包含在最后一组牌中出完，将判定为违规。违规者在下一局中将强制变为大贫民。

## 階級

### 3人
- 第一名：富豪（因只有一名富豪級玩家而可不用稱為大富豪，但仍可稱之為大富豪）
- 第二名：平民（中等級）
- 第三名：貧民（三人中最貧的一位）

### 4至5人
- 第一名 - 大富豪、JT等（一般都按照遊戲名稱而稱之為大富豪）
- 第二名 - 富豪
- 第三名 - 平民（可為貧民）
- 第四名 - 貧民（可為大貧民）
- 第五名 - 大貧民（只限5人，而且可當作乞丐）

### 6人以上
- 超富豪、殿上人、神、教皇、皇帝、大王等
- 超貧民、乞食（乞丐）、奴隷、騎士、家畜、傭人等
- 其他稱呼

### 9人的例子
- 教皇
- 皇帝
- 大富豪
- 富豪
- 平民
- 貧民
- 大貧民
- 奴隷
- 家畜

### 戲仿版的階級
（公司）
- 會長
- 社長
- 重役
- 專務
- 常務
- 部長
- 課長
- 係長
- 主任
- 平社員
- 糟糕職員
- 工讀生
- 廁所清潔員

也有「税金」「接待」「禮物」等。
（黑道人物）
- 組長
- 若頭
- 舍弟
- 青年
- 槍彈

也有「稅金」、「上繳金」等。
其他的則有警察的階級（警視總監…警察），也有軍隊的階級（將軍、上佐…普通兵、俘虜）等等。最後一名的玩家（即一般規則的大貧民）的稱呼一般比較侮辱性。

## 地方規則

### 地方規則的概要
這個遊戲也許因為比較歷史淺，不同地方有著各種各樣的不同的規則。一般稱為地方規則。因為這樣，來自不同地區的人玩這個遊戲，會比較喜歡或不喜歡某些規則，宜一開始先說明規則。
因為有較多地方規則，換牌等等在性格上，無論如何也阻止同一人持續地連任大富豪。
雖然稱為地方規則，但在某些大的區域有時也是很普遍化的。
以下，各項的標題大部分均沒有正式名稱，本文使用自行意譯的中文譯名，並於最後附上日語原文以供參考。

### 遊戲進行相關的規則

#### 發牌的數量
包含與不包含鬼牌，對遊戲有很大的影響。如果包含鬼牌，鬼牌一般會有特別的意味或用法。參照本文中的鬼牌的相關規則。
- 不含鬼牌的52張牌。
- 包含1張鬼牌的53張牌。
- 包含2張鬼牌的54張牌。
- 包含更多張的鬼牌。這個時候鬼牌會有大小分別。
  - 因為玩家增加後，每人分配到的牌會變少，所以這個時候可以使用2 ~ 6副撲克牌進行遊戲。
  - 因為玩家增加後，每人分配到的牌會變少，所以由大富豪開始發牌，最後才派大貧民的方式。

當使用鬼牌進行遊戲時，會有特別用途。參見鬼牌的相關規則。

#### 發牌時的零數
這個規則不是絕對，應按照實際情況及人數再作決定。
- 按照順序派給下一位。
- 給任何一個人。
- （第二局開始）派給階級最高的玩家。

#### 第一局的主導者
- 發牌者左方的玩家成為第一局的主導者。
- 第一局開始時，持有方塊3的玩家成為主導者。這個時候，
  - 他必須把方塊3打出。
  - 他表明擁有方塊3，並打出其他牌。
- 把持有方塊3以外其他花色的3的玩家成為主導者。(一般是♠3)
- 所有玩家猜拳，勝出的成為主導者。
- 第二局開始，持有方塊3且並非大貧民的人成為主導者。

#### 出牌的順序
與出牌順序有關的規則。
- 一開始時按玩家的座位，以順時針順序出牌。
- 一開始時按玩家的座位，以逆時針順序出牌。
- （第二局以後）按大貧民、貧民、…、大富豪以階級順序出牌。

#### 有玩家勝出時
與有玩家勝出時，他最後出的牌有關的規則。 
- 某玩家勝出時，他打出的最後一張（組）牌，照常計算。
- 某玩家勝出時，他打出的最後一張（組）牌，不作計算，由之後的玩家成為主導者。

當有大富豪以外的玩家勝出時，大富豪無條件降為大貧民，稱為一落千丈。

#### 一落千丈
一落千丈是指，前一局的大富豪只要無法於下局再取得勝利，將會立即落敗，掉落為大貧民。
當大富豪一落千丈，被決定成為大貧民時有以下的規則：
- 當被決定成為大貧民後，一直到勝出之前都繼續是大貧民。
- 這個玩家立即被淘汰，無需繼續進行遊戲。這個時候，這個玩家手上的牌：
  - 全部捨棄並洗亂。
  - 平均分配給其他玩家。
  - 任意分配給其他玩家。

另外，一落千丈也有關連的引申規則存在。
- 當大貧民於最初勝出時，該局立刻結束，階級大逆轉。大貧民成為大富豪；貧民成為富豪；富豪成為貧民；大富豪成為大貧民。稱為下克上或大革命等等。
  - 革命發動時大富豪即時一落千丈。
  - 但若大富豪可以即時反革命則可避過一劫。

一直成為大富豪的玩家會被稱為「○○政權」或「○○王朝」等，也有一種玩法是以成為大富豪的次數多寡決定勝負。
- 被發現違反勝出時的限制時，
  - 一落千丈的規則優先，大富豪成為大貧民，違反的玩家成為貧民。
  - 一落千丈的規則無效，違反的玩家成為大貧民。

### 單獨一張牌的效果

#### 鬼牌
包含鬼牌進行遊戲時，鬼牌的用法的相關規則。
- 鬼牌無條件地成為最大的點數，沒有其他牌可以取代。
- 與其他的點數以2張牌以上組合使用，鬼牌可當作任何數字，但就再不是最大的點數。
- 鬼牌當作最大的點數或任何數字。（以上2種規則的合併。這項規則一般被接受）

在某些特別情況下，鬼牌未必是點數最大的牌，例如最大點數3。

#### 最大點數3
最大點數3是指，當鬼牌以無條件最大點數的形式打出時，♠3能壓鬼牌。
與這個規則相關的，有以下關連的引申規則存在。
- 使用2副以上撲克牌時，比起多張的鬼牌，鬼牌加上多張♠3更大。
- 黑桃以外其他花色的3能壓鬼牌。
- 3張3可壓任意牌（或單張鬼牌），稱為砂嵐。

當上一位玩家打出鬼牌後再打出上述的牌時，則以以下規則處理。
- 該回合無條件結束，打出該牌的玩家成為主導者。
- 到下一位玩家，打出比該牌點數更大的牌。

#### 8切牌
8切牌是指，只要某玩家打出8（單張或組合），即成為主導者，不用理會牌堆而任意出牌。電腦遊戲及線上遊戲等均廣為採用此規則，知名度相當高。
與這個規則相關的，有以下關連的引申規則存在。
- 不限於只出單張8，只要打出含有8的一組牌（例如：含有8的階梯）都當作8切牌。
- 其中一名玩家打出8切牌後，之後的玩家可用以下的手段阻止8切牌，稱為8橫切。但是，由於這個這個規則會消除了8切牌的有效性，所以不是很常見。
  - 其中一名玩家打出8後，下一位玩家再打8。（如果該玩家是打含有8的一組牌，則下一位玩家需打出相同數量的一組牌）。
  - 其中一名玩家打出8後，下一位玩家同時打出2張4。
  - 其中一名玩家打出8後，下一位玩家同時打出2張5。
    - 8切牌被阻止的時候，結束該回合，由下一位玩家出牌。
    - 8切牌被阻止的時候，由阻止8切牌的玩家順序出牌。

另外，8切牌的效果，可以由其他牌代替。
- 以9代替，稱為9切牌
- 以Q代替，稱為Q切牌
- 以4代替，稱為4切牌
- 以♥K代替，稱為KING OF HEART
  - 此時，8切牌仍然有其功能。

#### 11革命
11革命是指，當J（點數為11）被單獨打出時，會引發革命，之後只能打出10以下的點數的牌。
與這個規則相關的，有以下關連的引申規則存在。
- 不限於J單獨打出，即使是打出包含J的牌型，亦引發11革命。
- 當打出偶數數量的J時，11革命自動抵銷。
- 打出J的玩家可選擇是否引發11革命。

### 數張牌組合的相關規則

#### 革命
革命是指，當有玩家同時打出4張點數相同的牌時，所有牌的點數相反（2變成點數最低，3變成點數最高）。在遊戲中以發動革命、發起革命、革命時（効果相同）等等表示。電腦遊戲及線上遊戲等均廣為採用此規則，知名度相當高，故此有大量的引申規則。
發動革命時，效果一直繼續的相關規則：
- 革命時，再打出四張相同的牌時，出牌方式回復正常，稱為反革命。
  - 不能反革命的限制，革命的効果在該局結束前一直繼續（一般被廣為採用）。
  - 不能反革命的限制，革命的効果在該局結束後一直繼續。

發動革命的牌的組合的相關規則：
- 取代同時打出4張相同數字的規則，打出4張以上的階梯也會發動革命。稱為階梯革命。
- 打出3張3時發動革命。
- 打出3張9時發動革命。稱為政變。另外，政變後可以打出3張6鎮壓（反革命）。
- 打出2張鬼牌發動革命。
- 打出J後，該回合結束並暫時發生革命直至再下一回合。參見11革命。

特定組合牌的更特殊效果：
- 打出5張相同點數牌（4張相同點數+1張鬼牌 或 3張相同點數+2張鬼牌）後，革命效果持續到再次打出5張相同點數牌為止，稱為大革命。
- 打出6張相同點數牌（4張相同點數+2張鬼牌）後，革命效果持續到該局結束，稱為核彈。

另外，發動革命時，回合的處理的相關規則：
- 該回合無條件地結束，發動革命的人成為主導者。
- 繼續輪到其他玩家，若能打出更大的4張相同點數牌則能抵銷該次革命，此時，
  - 下一回合的玩家需打出點數更大的牌（例：打出4張10時，下一個玩家需打出J、Q、K、A、2，其中一個的4張）。
  - 下一回合的玩家需打出點數更小的牌（例：打出4張10時，下一個玩家需打出3～9，其中一個的4張）。

發動革命的玩家的狀況限制的相關規則：
- 大富豪不能打出革命的牌組（主要同4張相同牌）。
- 大富豪即使打出革命的牌組，也不能發動革命。
  - 這個規則採用時，也有大富豪只能反革命，不能發動的規則。
- 4張相同牌中有鬼牌，不能發動革命。
- 只有4張相同牌才能發動革命，5張或以上不能。

發動革命或反革命的特殊方式：
- 革命中的鬼牌、最大點數3、8切牌、11革命的相關規則。
  - 革命發生時，雖然點數大小逆轉，但鬼牌仍然是點數最大的牌（一般被廣為採用）。
  - 革命發生時，沒有最大點數3，改為最大點數2。
  - 革命發生時，沒有8切牌，改為6切牌。
  - 革命發生時，J沒有發動11革命的功能，改為4、6或7。
- 革命發生時，取代點數逆轉，可以和右方的人交換牌。
- 發動反革命後，最初發動革命的玩家無條件成為大貧民。

#### 階梯
階梯是指，數張相同花色的連續數字牌同時打出。基本上，一開始能打出階梯的，必定是主導者。
與階梯打出的牌數相關的規則：
- 可以同時打出3張牌以上（例：4・5・6及9・10・J）。
- 可以同時打出2張牌以上。（有點簡單，故此一般不被接受）
- 可以同時打出4張牌以上。
  - 4張或5張以上的階梯可以發動革命。稱為階梯革命。

基本上，當一個回合有人打出階梯，在下一回合之前，不能打出其他牌型。此時，能夠打出的階梯的相關規則如下：
- - 比較大小時只比較最大的一張牌（例：3・4・5→「4・5・6」或「5・6・7」等等）。
  - 不能有重複的牌（例：3・4・5→「7・8・9」等等）。
  - 只能打出連續數字的牌（例：3・4・5→6・7・8等等）。

階梯的牌中包含特殊效果的牌（8切牌的8、11革命的J等等）時的處理方式：
- 階梯及特殊效果照樣生效。
- 階梯生效，特殊效果無效。

另外，相同花色的連續數字以外的階梯的打法。基本上，以下打法並非所有人都接受。
- 當打出重複的階梯（4・4・5・5等等）時，下一位玩家也必須打出同樣形式。稱為二列階梯、雙重階梯、一盃口等等。
- 相同花色的類似2・4・6這類有連續性的也可被視為階梯。稱為相隔階梯。
- 可以打出四張以上連續的數字而無需相同花色。下一位玩家亦可繼續跟打。打出這種形式將會發動革命。稱為彩虹階梯。

### 出牌方法的限制

#### 鎖定
鎖定是指，當連續出現兩張同花色牌時，就自動啟動鎖定，往後只能出同一花色的牌。（例：♥3→♥5→下一位玩家必需打出紅心的牌）這個效果持續到該回合結束為止。
引發鎖定的狀況相關的規則：
- 於遊戲中途打出與前一位玩家同一花色的牌，便會啟動鎖定。稱為途中鎖定（例：♠4→♦6→♦9→下一位玩家必需打出方塊的牌）。
  - 關於途中鎖定的規則，也有要求必需連續3張相同才會鎖定。
- 打出2張牌以上的組合時，
  - 其中一張牌相同即啟動鎖定（例：♣及♠→♠及♥→下一位玩家必需打出包含黑桃的牌的組合）。
  - 所有牌均相同方啟動鎖定（例：♣及♠→♣及♠→下一位玩家必需打出包含梅花及黑桃的牌的組合）。

也有當鎖定時打出花色相同，但點數低1點的牌，稱為反鎖的規則。
- 直至回合結束為止，一直繼續（例：♥7→♥6→下一位玩家必須打出♥5）。
- 一次打出反鎖的牌後，回復正常的鎖定（例：♥7→♥6→下一位玩家必須打出♥8以上）。
- 直接結束該回合。稱為下切牌。

與違反鎖定相關的規則。
- 若被發現花色被鎖定而打出其他花色的牌時，將立刻無條件成為大貧民。

另外，也有主導者打牌後突然鎖定的規則，但這是極特殊及不一般的規則，一般不被接受。

#### 顏色鎖、數字鎖、花色鎖
顏色鎖、數字鎖、花色鎖是由鎖定的衍生的一些規則，主要有以下幾種：
- 連續兩位打出相同顏色的牌後，下一位玩家只能再打相同顏色的牌（例：♠3→♣5→下一位玩家只能打出♠或♣的牌），稱為顏色鎖。
- 有兩位玩家打出連續的數字，下一位玩家只能再打出下一個數字（例：4→5→下一位玩家只能打出6），稱為數字鎖。
- 除了連續的數字之外，也有一種是第二位玩家打出的牌的數字是上一位的2倍後，之後玩家只能打出順序倍數（3倍、4倍、5倍...）的牌，（例：3→6→下一位玩家只能打出9）。
- 連續兩位打出相同花色的牌後，下一位玩家只能再打相同花色的牌（例：♥4→♥5→下一位玩家只能打出♥6），稱為花色鎖。

#### 勝出時的限制
這個遊戲有一個規定，某些牌不可作為最後打出的牌（或組合）來勝出遊戲。當違反這個規則時，該玩家無條件地成為大貧民。遊戲前應先口頭上確認，一般有的包括「禁止2勝出」、「禁止鬼牌勝出」等等。
不能作為最後打出的牌的例子：
- 遊戲在該時候，點數最大的牌(平時的2，革命時的3)以及其組合。
- JOKER。但若與其他牌組合打出，當作任何點數的牌時，則有時可以不當作JOKER計算。
- 最大點數3規則適用時的3、3張3等等。
- 8切牌規則適用時的8，強制成為主導者的牌等等，以及其組合。
- 革命規則適用時的同時打出的4張牌。
- 11革命規則適用時的J，以及其組合。
- 其他特殊規則的特殊效果牌，以及其組合。

這幾項規則可以按照個別情況，自行取捨選擇與否。

### 其他牌型的特殊效果
某些地方會採用一些較不常見的地方規則，某些特定的牌及組合會有特別的效果，但這些牌大多數不能作為最後打出的牌（參考勝出時的限制）。以下列出部分特殊牌型：

#### 單一數字
某些數字牌單獨打出時的效果。
- 紅心3 - 當有玩家打出2時，下一位玩家打出♥3，該回合就只能打出紅心的牌。如果在革命的時候則相反，當有玩家打出3時，下一位玩家打出♥2，該回合就只能打出紅心的牌。
- 奇數限制 - 當一位玩家打出4後，在該回合內所有玩家必須按3、5、7、9、J、K、A、小丑順序出牌。
- 偶數限制 - 當一位玩家打出4後，在該回合內所有玩家必須按4、6、8、10、Q、2、小丑順序出牌。但當奇數限制與偶數限制同時出現的情況下（4、5、6的階梯）則兩個限制都不成立。
- 鬼牌請求 - 當有一位玩家打出4後，下一位玩家如果有鬼牌，則必須打出鬼牌（例：2張4→鬼牌另加一張）。如果無法組成一組牌，而不能打出鬼牌的時候，就把鬼牌捨棄然後PASS（不出牌）。如果下一位玩家沒有鬼牌，這個規則也不會成立。
- 跳過 - 5、6、9、10、Q、K被單獨或組成一組牌打出後，下一位玩家會被跳過。如果打出的是一組牌，則按該組牌的張數決定跳過多少位玩家。與UNO的跳過類似。如果跳過玩家的數量多於所有玩家的數量，則該回合結束，由該玩家繼續出牌。又稱為「跳過5/9/10/K」或「取締Q」（通常是5）。
  - 紅薑10（天）麩羅 - 當有一位玩家打出紅色的10的時候，下一位玩家會被跳過。

### 與階級相關的規則
使用乞丐階級的規則：
- 5人以上進行遊戲時，階級最低的稱為「乞丐」。乞丐不獲分配任何牌，遊戲開始時（大富豪、富豪交換牌後）由其他的玩家任意分配幾張牌，與其他玩家的牌數相同（例：5人進行時，從大富豪、富豪取得3張，從貧民、大貧民取得2張，共計10張）。
- 連續2局成為大貧民後，成為「乞丐」，需交換的牌數增加。
- 8人以上進行遊戲時，實行「二軍制」，4人參加1軍的比賽，另外4人參加2軍的比賽，各使用1副撲克牌進行遊戲。每局結束後，1軍的貧民與大貧民與2軍的大富豪與富豪交換位置。
- 一落千丈的規則適用時，1軍的大富豪一落千丈時，成為2軍的大貧民；換2軍的大富豪成為1軍的大貧民。
  - 12人以上進行遊戲時，實行「三軍制」，規則與「二軍制」大同小異。

與大富豪相關的規則：
- 大富豪勝出一定回合後，大富豪可以訂造適合自己的規則，稱為「構造改革」（例：發動革命，禁止8切牌、禁止打出對子、沒有階梯、最大點數變更等等），此時的大富豪稱為「資產階級」。
  - 雖然通常是大富豪修改規則，但有時也可以定為大貧民修改規則。
- 大富豪連續勝出2、3局時，為了防止一落千丈，向大貧民交換牌的數量由3張、4張、5張等每局連續增加。稱為相續稅。

### 換牌的相關規則
第二局開始換牌，階級最低的與階級最高的交換。稱為稅金、獻上、榨取等等。
- 大富豪與大貧民間交換2張，富豪與貧民間交換1張。
- 大富豪與大貧民間交換5張，富豪與貧民間交換3張。
- 與一般正常的換牌方法相反。

低階級方交換牌的相關規則：
- 必須優先交換手上最大的牌。
  - 如果手上有鬼牌，則必須優先交換鬼牌。
  - 然後交換除鬼牌以外點數最大的牌。

大富豪及富豪則可隨意選擇交換給大貧民及貧民的牌。
- 如果低階級方被發現沒有交換最大的牌（例如打出鬼牌），該玩家會即時成為大貧民，並且下一局需額外再交換多1張牌，稱為逃稅。但是，如果逃稅未被發現，則該玩家可以安全逃脫。

高階級方交換牌的相關規則：
- 換牌後，大富豪與大貧民再交換2張、富豪與貧民再交換1張，點數最小的牌。此時，
  - 大富豪與富豪再交換一張點數最小的牌（非特殊牌）。
  - 大富豪與富豪再交換一張點數最大或任意一張牌。

與換牌相關的特殊狀況的相關規則：
- 遊戲開始時，若大貧民所有的牌的點數均小於10（一張J或以上的牌都沒有），可以與大富豪交換整副牌，稱為天變地異。

## 其他特殊玩法
- 吹牛 - 或稱為吹牛富豪。主導者出牌時可以反面地打出。與另一名為吹牛的撲克牌遊戲的玩法類似，當有人喊「吹牛」時，則把該牌翻開，當證實吹牛時，則需把牌堆所有牌拿走，加到自己的牌中。沒有鎖定、不計算花色等等。與一般大富豪的玩法大為不同。
- 巧合 - 開始時計算自己的牌的數量，當有人打出的點數與你的牌的數量相同時，該玩家成為大貧民，你則成為大富豪。
- UNO富豪 - 每位玩家分配5張左右的牌，剩下的放在中間當作牌堆。開始方法及遊戲進行方法與一般的大富豪一樣，但PASS（不出牌）的時候需在牌堆抽一張牌，（如果抽到適合的牌也可即時打出）。另外，當其中一位玩家勝出後，其他玩家需在牌堆中抽一張牌。

### 2人玩法
因為這個遊戲原是設計給4人以上進行的，故2人進行時，玩法需要作出以下調整。2人遊戲時只分為富豪及貧民。
1. 只使用3、4、5、J、Q、K、A、2、鬼牌。
2. 抽走其中7張牌，派剩下的。
3. 接著可以用基本及地方規則進行遊戲，但由於2人遊戲中不設8號牌，因此也不設8切牌。

## 本文譯名的日語原文
由於大富豪是一個日本的撲克牌遊戲，故此網路上可以找到的大多都以日文為止，故此以下附上對照表方便實際進行遊戲時之用。

### 條目所用標題
| 本文所用譯名       | 日語原文 |
| ------------------ | -------- |
| 大富豪（遊戲名稱） |          |
| 地方規則           |          |
| 一落千丈           |          |
| 最大點數3          |          |
| 8切牌              |          |
| 11革命             |          |
| 革命               |          |
| 階梯               |          |
| 鎖定               |          |
| 勝出時的限制       |          |

### 實際進行遊戲時所用的名稱
| 本文所用譯名             | 遊戲中可能出現的名稱 |
| ------------------------ | -------------------- |
| 大富豪（遊戲名稱）       |                      |
| 主導者                   |                      |
| 違規勝利（勝出時的限制） |                      |
| 最大點數3                |                      |
| 革命                     |                      |
| 階梯                     |                      |
| 8切牌                    |                      |
| 11革命                   |                      |
| 鎖定                     |                      |
| 一落千丈                 |                      |

### 其他特殊效果
| 中文譯名         | 日語原文 |
| ---------------- | -------- |
| 數字鎖           |          |
| 花色鎖           |          |
| 跳過             |          |
| 跳過5/9/10/K     |          |
| 取締Q            |          |
| 紅薑10（天）麩羅 |          |

## 與大富豪類似的撲克牌遊戲
- 大老二
- 鬥地主
- 質數大富豪

## 網路上的大富豪遊戲
以下網站內容及遊戲進行介面均為日文，必要時可參考上文的對照表。
- Hangame
- Yahoo日本（與其他語言版本帳號並非共用）
- NEXON （页面存档备份，存于）